# Deutsche Schlager-Festspiele 1963
Die dritten Deutschen Schlager-Festspiele fanden am 15. Juni 1963 im Kurhaus in Baden-Baden statt. Nach dem durchschlagenden Erfolg des Vorjahressiegers hatten sich die Deutschen Schlager-Festspiele inzwischen etabliert und die Veranstaltung wurde wieder von der Vorentscheidung zum Grand Prix Eurovision getrennt. Der deutsche Teilnehmer am Grand Prix wurde somit wieder in einer eigenen Veranstaltung ermittelt.

## Ablauf
Für die Schlager-Festspiele 1963 wurden erneut zahlreiche Titel eingereicht, aus denen eine Jury 18 Titel auswählte, die bei mehreren Hörfunk-Vorentscheidungen dem Publikum vorgestellt wurden. Am 2., 3. und 4. Mai sendeten die ARD-Rundfunkanstalten HR, WDR, SR, BR, SFB und SWF sowie der RIAS-Berlin und der Deutschlandfunk die 18 Titel. Infratest ermittelte danach die 12 Titel, die sich bei der Endausscheidung am 15. Juni in Baden-Baden dem Publikum stellten. Der Sieger wurde durch 3 Gruppen ermittelt. Diese waren einerseits die 10 Rundfunkanstalten, andererseits 200 ausgewählte Personen aus dem Saal und schließlich das bis dahin geheim gehaltene Infratest-Ergebnis. Als Gast sang Marlene Dietrich u. a. „Weißt du wo die Blumen sind.“
Die Veranstaltung rief ein gutes Echo hervor. Einige der Titel waren auch in den Musikcharts wiederzufinden und sind teilweise heute zu Evergreens geworden. Allen voran der Siegertitel, mit dem Gitte ihren Durchbruch auf dem deutschen Schlagermarkt erreichte. Die Single wurde über 1 Million Mal verkauft und auch in anderen Sprachen veröffentlicht. Der Zweitplatzierte Ob in Bombay wurde durch Margot Eskens zu einem großen Erfolg, obgleich der Titel bei den Festspielen nicht von ihr vorgetragen wurde; für Auslandsveröffentlichungen nahm sie unter dem englischsprachigen Titel Sail to Bombay, Sail to Rio auch eine englischsprachige Version auf.

## Platzierungen
| Platz | Titel                                          | Interpret                            |
| ----- | ---------------------------------------------- | ------------------------------------ |
| 01.   | Ich will ’nen Cowboy als Mann                  | Gitte                                |
| 02.   | Ob in Bombay, ob in Rio                        | Anita Traversi                       |
| 03.   | Lach doch, wenn’s zum Weinen nicht reicht      | Gerhard Wendland                     |
| 04.   | Meine große Liebe wohnt in einer kleinen Stadt | René Kollo                           |
| 05.   | Der King von Soho                              | Grethe Ingmann                       |
| 06.   | Da kam Johnny                                  | Lolita                               |
| 07.   | Piccolina                                      | Leo Leandros                         |
| 08.   | Auf der Hazienda fehlt eine Frau               | Billy Mo                             |
| 09.   | Es braucht ja nicht Hawaii zu sein             | Rainer Bertram und Ann-Louise Hanson |
| 10.   | Siebenundsiebzig Frau’n                        | Illo Schieder                        |
| 11.   | Ja, beim Bossa-Nova-Ball                       | Friedel Hensch und die Cyprys        |
| 12.   | Mach nicht Hochzeit ohne mich                  | Gerd Böttcher                        |

Nicht in die Endrunde qualifizieren konnten sich folgende sechs Titel:
- Gunnar Wiklund: Auf diesen Augenblick hab ich gewartet
- Dorthe: Eine Menge Verehrer
- Maria Duval: Ich glaube, dass es wahr ist
- Gert Timmerman: Mir fehlt zu meinem Glück ein Mädel wie du
- Greetje Kauffeld: Nur bei dir
- Carmela Corren: Wer in deine Augen sieht